# Яхненко Семен Степанович
Семен Степанович Яхненко (1822-1888) — підприємець, цукрозаводчик. Міський голова Одеси (1860-1863).

## Життєпис
Семен Яхненко народився у 1822 році в родині кріпаків. У місті Сміла що тоді входило до складу Київської губернії Російської імперії. Яхненко закінчив Московський комерційний інститут та став керівником цукрового заводу у Київській губернії, організувавши при ньому лікарню та школу. 
На початку 1850-х років Яхненко переїхав до Одеси. Тут він жив на вулиці Мечникова, а на вулиці Херсонській збудував перший механічний млин. Незабаром Яхненко став купцем першої гільдії був удостоєний звання почесного громадянина «за капіталом».
Міський голова Одеси
1860 року Семена Яхненка було обрано міським головою Одеси. За нього місто почало стрімко перебудовуватися, і провінційна Одеса перетворилася на «південну столицю» імперії. Але найголовніше, було введено систему місцевого самоврядування. Згідно з новим міським Положенням, виборчим правом тепер могли користуватися всі платники податків, які досягли 25 років, а виконувати постанови думи мала міська управа. Засідання думи призначалися за рішенням міського голови чи з ініціативи голосних, у своїй міське управління могло діяти самостійно. З 1870 року Положення, подібні до одеського, стали обов’язковими для всіх міст імперії.
За той час, що Яхненко керував Одесою, у місті з’явилися мостові, дренажні водостоки, газове освітлення, а мешканці були забезпечені чистою питною водою з Дністра.
Крім того, Семен Яхненко приділяв велику увагу освіті одеситів. Він особисто обходив усіх купців, підприємців та домовласників, переконуючи їх робити внески до фонду народної освіти. За сприяння Яхненка було зібрано близько 150 тисяч рублів. Також з ініціативи міського голови при управі з’явився журнал «Записки одеського міського громадського управління», де друкувалася інформація, яка могла б зацікавити одеських купців та підприємців.
Помер підприємець у 1888 році.

## Вшанування пам'яті
У червні 2023 року вулицю Бабушкіна було перейменовано на вулицю Семена Яхненка.